# Sundgotmarka
Sundgotmarka este o localitate din comuna Ulstein, provincia Møre og Romsdal, Norvegia.